# Tempura

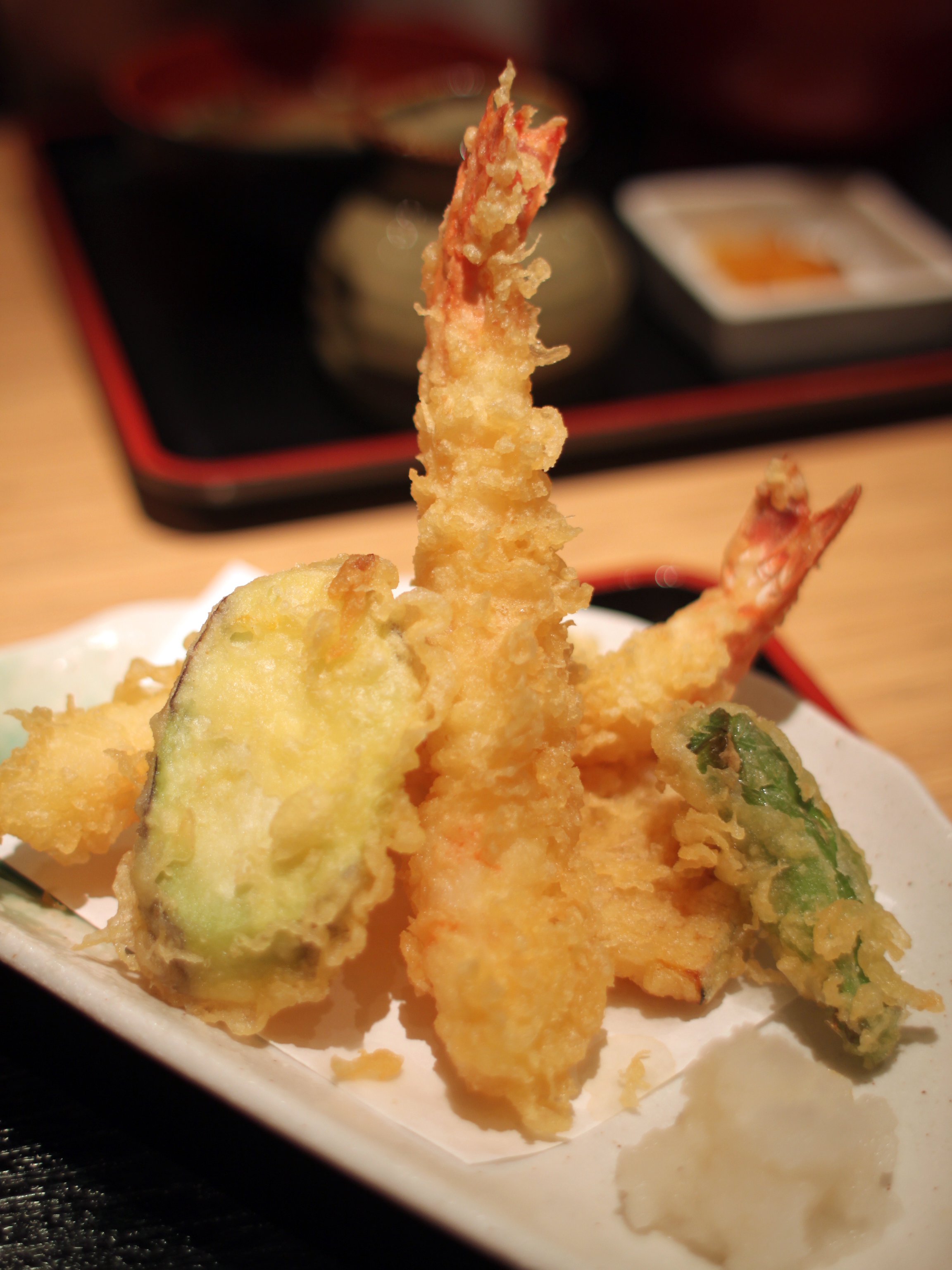
En typisk tempura-rätt på en restaurang i Japan

Tempura (天麩羅, てんぷら Tenpura, sannolikt av latinets tempora, 'temporär') är i det japanska köket mat som panerats och därefter friterats i olja.
Det handlar ofta om svamp, fisk, räkor, bläckfisk, sötpotatis eller lotusrot som doppas i en frityrsmet bestående av vatten, mjöl och äggula (ibland med tillsatt bikarbonat). Därefter friteras ingredienserna i 2-3 minuter.
Tempura serveras med en dipsås (tentsuyu, 天汁) bestående av dashi (出汁, buljong), mirin (味醂, sött risvin) och japansk soja samt riven daikon (大根, asiatisk rättika) och hyvlad ingefära. 
Tekniken introducerades i Japan på 1500-talet av spanska eller portugisiska missionärer. Ordet てんぷら är ett lånord ifrån portugisiskans tempero. Det tros vara sammankopplat med missionärernas ord för fastan – tempora; då man inte får äta rätter med kött.
Japanska restauranger som specialiserats på tempura kallas för tempura-ya (てんぷら屋).